# Samrådsområden
Samrådsområde, modern svensk politisk term. Områden där myndigheterna vill kunna kontrollera vad som sker, kan skyddas politiskt som samrådsområden. Detta innebär att varje gång någon tänker göra något som kan påverka området, exempelvis bygga hus, dra en väg eller hugga ner träd, så måste detta anmälas till länsstyrelsen.